# 邓·盖
邓·盖（英語：Deng Gai，1982年3月22日—），南苏丹职业篮球运动员，曾效力于美国NBA联盟。